# Francis Millard
Francis Millard   (North Adams, 31 de maig de 1914 - North Adams, 19 d'octubre de 1958) va ser un lluitador estatunidenc, especialista en lluita lliure, que va competir durant la dècada de 1930.
El 1936 va prendre part en els Jocs Olímpics d'Estiu de Berlín, on va guanyar la medalla de plata en la prova del pes ploma del programa de lluita lliure.
El 2005 fou inclòs al National Wrestling Hall of Fame.